# Jason Colby
Jason Colby (ur. 30 marca 2006) – amerykański skoczek narciarski, reprezentant Steamboat Springs WSC. Drużynowy medalista mistrzostw świata juniorów (2025).

## Przebieg kariery
W grudniu 2022 zadebiutował w cyklu FIS Cup. W zawodach w Notodden 16 grudnia został zdyskwalifikowany za nieregulaminowy kombinezon, a dzień później zajął 47. miejsce. Wystąpił na Mistrzostwach Świata Juniorów 2023, na których zajął 39. pozycję indywidualnie oraz 10. w drużynie męskiej.
14 października 2023 zdobył pierwsze punkty FIS Cupu, konkurs w Râșnovie kończąc na 5. miejscu. Dzień później na tej samej skoczni stanął na podium zawodów cyklu dzięki zajęciu 3. lokaty. Wystartował na Zimowych Igrzyskach Olimpijskich Młodzieży 2024. Indywidualnie był 17., a w drużynie mieszanej zajął 7. miejsce. 4 lutego 2024 zadebiutował w Pucharze Kontynentalnym. W pierwszym konkursie w Lillehammer zajął 34. pozycję, a w drugim zdobył punkty po zajęciu 22. miejsca. Kilka dni później wystąpił na Mistrzostwach Świata Juniorów 2024 w Planicy, gdzie był 23. indywidualnie i 6. w zespole męskim. 17 lutego 2024 w Sapporo zadebiutował w Pucharze Świata, zajmując 48. lokatę.
13 sierpnia 2024 w Courchevel zadebiutował w Letnim Grand Prix, zajmując 44. miejsce. Pierwsze punkty tego cyklu zdobył 21 września w Râșnovie po zajęciu 27. lokaty. Pierwsze punkty Pucharu Świata zdobył natomiast 30 listopada 2024, zajmując 28. pozycję w konkursie w Ruce. 6 grudnia 2024 w wyniku upadku na treningu przed zawodami Pucharu Świata w Wiśle złamał obojczyk. Do zawodów międzynarodowych po kontuzji powrócił w lutym 2025 w Pucharze Kontynentalnym w Lillehammer, gdzie był 23. i 4. Wystąpił na Mistrzostwach Świata Juniorów 2025 w Lake Placid, gdzie zdobył srebrny medal w drużynie mieszanej oraz brązowy w zespole męskim, a indywidualnie zajął 9. miejsce. Następnie wystartował na seniorskich Mistrzostwach Świata w Narciarstwie Klasycznym 2025 w Trondheim. Zajął tam 39. pozycję indywidualnie na skoczni dużej oraz 8. w drużynie męskiej. W marcu 2025 dwukrotnie zdobył punkty Pucharu Świata – w otwierającym Raw Air konkursie w Oslo był 29., a 22 marca w Lahti zajął 25. lokatę.

## Mistrzostwa świata

### Indywidualnie
| 2025 Trondheim | – | 39. miejsce (K-124) |

### Drużynowo
| 2025 Trondheim | – | 8. miejsce (K-124) |

### Starty J. Colby'ego na mistrzostwach świata – szczegółowo
| Miejsce | Dzień   | Rok  | Miejscowość | Skocznia | Punkt K | HS     | Konkurs  | Skok 1  | Skok 2  | Nota                  | Strata    | Zwycięzca   |
| ------- | ------- | ---- | ----------- | -------- | ------- | ------ | -------- | ------- | ------- | --------------------- | --------- | ----------- |
| 8.      | 6 marca | 2025 | Trondheim   | Granåsen | K-124   | HS-138 | druż.    | 118,0 m | 121,0 m | 888,6 pkt (205,8 pkt) | 192,2 pkt | Słowenia    |
| 39.     | 8 marca | 2025 | Trondheim   | Granåsen | K-124   | HS-138 | indywid. | 120,5 m | –       | 104,7 pkt             | 197,1 pkt | Domen Prevc |

## Mistrzostwa świata juniorów

### Indywidualnie
| 2023 Whistler    | – | 39. miejsce |
| 2024 Planica     | – | 23. miejsce |
| 2025 Lake Placid | – | 9. miejsce  |

### Drużynowo
| 2023 Whistler    | – | 10. miejsce                                     |
| 2024 Planica     | – | 6. miejsce                                      |
| 2025 Lake Placid | – | brązowy medal, srebrny medal (drużyna mieszana) |

### Starty J. Colby'ego na mistrzostwach świata juniorów – szczegółowo
| Miejsce | Dzień     | Rok  | Miejscowość | Skocznia              | Punkt K | HS     | Konkurs      | Skok 1 | Skok 2 | Nota                  | Strata    | Zwycięzca        |
| ------- | --------- | ---- | ----------- | --------------------- | ------- | ------ | ------------ | ------ | ------ | --------------------- | --------- | ---------------- |
| 39.     | 2 lutego  | 2023 | Whistler    | Whistler Olympic Park | K-95    | HS-104 | indywid.     | 79,0 m | –      | 79,6 pkt              | 178,3 pkt | Vilho Palosaari  |
| 10.     | 4 lutego  | 2023 | Whistler    | Whistler Olympic Park | K-95    | HS-104 | druż.        | 92,5 m | –      | 328,0 pkt (98,9 pkt)  | 644,5 pkt | Austria          |
| 23.     | 8 lutego  | 2024 | Planica     | Srednja skakalnica    | K-95    | HS-102 | indywid.     | 92,0 m | 93,0 m | 233,6 pkt             | 33,1 pkt  | Stephan Embacher |
| 6.      | 10 lutego | 2024 | Planica     | Srednja skakalnica    | K-95    | HS-102 | druż.        | 92,0 m | 93,5 m | 830,3 pkt (207,3 pkt) | 104,0 pkt | Austria          |
| 9.      | 12 lutego | 2025 | Lake Placid | MacKenzie Intervale   | K-90    | HS-100 | indywid.     | 93,0 m | 89,5 m | 228,7 pkt             | 29,4 pkt  | Stephan Embacher |
| 3.      | 14 lutego | 2025 | Lake Placid | MacKenzie Intervale   | K-90    | HS-100 | druż.        | 90,5 m | 95,0 m | 887,5 pkt (239,5 pkt) | 45,0 pkt  | Austria          |
| 2.      | 15 lutego | 2025 | Lake Placid | MacKenzie Intervale   | K-90    | HS-100 | druż. miesz. | 90,5 m | 93,0 m | 861,6 pkt (211,8 pkt) | 58,2 pkt  | Słowenia         |

## Igrzyska olimpijskie młodzieży

### Indywidualnie
| 2024 Gangwon/Pjongczang | – | 17. miejsce |

### Drużynowo
| 2024 Gangwon/Pjongczang | – | 7. miejsce (drużyna mieszana) |

### Starty J. Colby'ego na igrzyskach olimpijskich młodzieży – szczegółowo
| Miejsce | Dzień       | Rok  | Miejscowość | Skocznia              | Punkt K | HS     | Konkurs      | Skok 1 | Skok 2 | Nota                  | Strata    | Zwycięzca       |
| ------- | ----------- | ---- | ----------- | --------------------- | ------- | ------ | ------------ | ------ | ------ | --------------------- | --------- | --------------- |
| 17.     | 20 stycznia | 2024 | Pjongczang  | Alpensia Jumping Park | K-98    | HS-109 | indywid.     | 91,0 m | 87,0 m | 155,0 pkt             | 59,0 pkt  | Ilja Miziernych |
| 7.      | 21 stycznia | 2024 | Pjongczang  | Alpensia Jumping Park | K-98    | HS-109 | druż. miesz. | 93,0 m | 91,0 m | 683,2 pkt (188,8 pkt) | 210,5 pkt | Słowenia        |

## Puchar Świata

### Miejsca w klasyfikacji generalnej
| Sezon     | Miejsce |
| --------- | ------- |
| 2024/2025 | 56.     |

### Miejsca w poszczególnych konkursach indywidualnychPucharu Świata
stan po zakończeniu sezonu 2024/2025
| Źródło | Źródło            | Źródło           | Źródło            | Źródło            | Źródło            | Źródło                 | Źródło                 | Źródło           | Źródło                       | Źródło           | Źródło                       | Źródło          | Źródło              | Źródło          | Źródło           | Źródło            | Źródło            | Źródło          | Źródło            | Źródło            | Źródło           | Źródło        | Źródło      | Źródło          | Źródło          | Źródło          | Źródło          | Źródło          | Źródło          | Źródło        | Źródło        | Źródło | Źródło | Źródło | Źródło | Źródło | Źródło | Źródło | Źródło | Źródło | Źródło | Źródło | Źródło | Źródło | Źródło | Źródło | Źródło | Źródło | Źródło |        |
| --- | ----------------- | ---------------- | ----------------- | ----------------- | ----------------- | ---------------------- | ---------------------- | ---------------- | ---------------------------- | ---------------- | ---------------------------- | --------------- | ------------------- | --------------- | ---------------- | ----------------- | ----------------- | --------------- | ----------------- | ----------------- | ---------------- | ------------- | ----------- | --------------- | --------------- | --------------- | --------------- | --------------- | --------------- | ------------- | ------------- | ------ | ------ | ------ | ------ | ------ | ------ | ------ | ------ | ------ | ------ | ------ | ------ | ------ | ------ | ------ | ------ | ------ | ------ | ------ |
| Sezon 2023/2024 |                   |                  |                   |                   |                   |                        |                        |                  |                              |                  |                              |                 |                     |                 |                  |                   |                   |                 |                   |                   |                  |               |             |                 |                 |                 |                 |                 |                 |               |               |        |        |        |        |        |        |        |        |        |        |        |        |        |        |        |        |        |        |        |
| Ruka HS142 | Ruka HS142        | Lillehammer HS98 | Lillehammer HS140 | Klingenthal HS140 | Klingenthal HS140 | Engelberg HS140        | Engelberg HS140        | Oberstdorf HS137 | Garmisch-Partenkirchen HS142 | Innsbruck HS128  | Bischofshofen HS142          | Wisła HS134     | Zakopane HS140      | Willingen HS147 | Willingen HS147  | Lake Placid HS128 | Lake Placid HS128 | Sapporo HS137   | Sapporo HS137     | Oberstdorf HS235  | Oberstdorf HS235 | Lahti HS130   | Lahti HS130 | Oslo HS134      | Oslo HS134      | Trondheim HS105 | Trondheim HS138 | Vikersund HS240 | Vikersund HS240 | Planica HS240 | Planica HS240 | punkty | punkty | punkty | punkty | punkty | punkty | punkty | punkty | punkty | punkty | punkty | punkty | punkty | punkty | punkty | punkty | punkty | punkty | punkty |
| - | -                 | -                | -                 | -                 | -                 | -                      | -                      | -                | -                            | -                | -                            | -               | -                   | -               | -                | -                 | -                 | 48              | q                 | -                 | -                | -             | -           | -               | -               | -               | -               | -               | -               | -             | -             | 0      | 0      | 0      | 0      | 0      | 0      | 0      | 0      | 0      | 0      | 0      | 0      | 0      | 0      | 0      | 0      | 0      | 0      | 0      |
| Sezon 2024/2025 |                   |                  |                   |                   |                   |                        |                        |                  |                              |                  |                              |                 |                     |                 |                  |                   |                   |                 |                   |                   |                  |               |             |                 |                 |                 |                 |                 |                 |               |               |        |        |        |        |        |        |        |        |        |        |        |        |        |        |        |        |        |        |        |
| Lillehammer HS140 | Lillehammer HS140 | Ruka HS142       | Ruka HS142        | Wisła HS134       | Wisła HS134       | Titisee-Neustadt HS142 | Titisee-Neustadt HS142 | Engelberg HS140  | Engelberg HS140              | Oberstdorf HS137 | Garmisch-Partenkirchen HS142 | Innsbruck HS128 | Bischofshofen HS142 | Zakopane HS140  | Oberstdorf HS235 | Oberstdorf HS235  | Willingen HS147   | Willingen HS147 | Lake Placid HS128 | Lake Placid HS128 | Sapporo HS137    | Sapporo HS137 | Oslo HS134  | Vikersund HS240 | Vikersund HS240 | Lahti HS130     | Planica HS240   | Planica HS240   | punkty          | punkty        | punkty        | punkty | punkty | punkty | punkty | punkty | punkty | punkty | punkty | punkty | punkty | punkty | punkty | punkty | punkty | punkty | punkty |        |        |        |
| - | -                 | 28               | 40                | -                 | -                 | -                      | -                      | -                | -                            | -                | -                            | -               | -                   | -               | -                | -                 | -                 | -               | dq                | 45                | -                | -             | 29          | q               | 40              | 25              | q               | -               | 11              | 11            | 11            | 11     | 11     | 11     | 11     | 11     | 11     | 11     | 11     | 11     | 11     | 11     | 11     | 11     | 11     | 11     | 11     |        |        |        |
| Legenda |                   |                  |                   |                   |                   |                        |                        |                  |                              |                  |                              |                 |                     |                 |                  |                   |                   |                 |                   |                   |                  |               |             |                 |                 |                 |                 |                 |                 |               |               |        |        |        |        |        |        |        |        |        |        |        |        |        |        |        |        |        |        |        |
| 1 2 3 4-10 11-30 poniżej 30 dq – dyskwalifikacja q – dyskwalifikacja w kwalifikacjach q – zawodnik nie zakwalifikował się - – zawodnik nie wystartował |                   |                  |                   |                   |                   |                        |                        |                  |                              |                  |                              |                 |                     |                 |                  |                   |                   |                 |                   |                   |                  |               |             |                 |                 |                 |                 |                 |                 |               |               |        |        |        |        |        |        |        |        |        |        |        |        |        |        |        |        |        |        |        |

### Miejsca w poszczególnych konkursach drużynowychPucharu Świata
stan po zakończeniu sezonu 2024/2025
| Sezon 2024/2025                                                                 | Sezon 2024/2025 | Sezon 2024/2025 | Lillehammer HS140 (mikst) | Titisee-Neustadt HS142 (duety) | Zakopane HS140 | Willingen HS147 (mikst) | Lake Placid HS128 (mikst) | Lahti HS130 (duety) | Planica HS240 |
| Sezon 2024/2025                                                                 | Sezon 2024/2025 | Sezon 2024/2025 | -                         | -                              | -              | -                       | -                         | 8                   | 8             |
| Legenda                                                                         |                 |                 |                           |                                |                |                         |                           |                     |               |
| 1 2 3 4-8 poniżej 8 (Duety: 1 2 3 4-12 poniżej 12) - – zawodnik nie wystartował |                 |                 |                           |                                |                |                         |                           |                     |               |

### Raw Air

#### Miejsca w klasyfikacji generalnej
| Sezon | Miejsce |
| ----- | ------- |
| 2025  | 39.     |

### Planica 7

#### Miejsca w klasyfikacji generalnej
| Sezon | Miejsce |
| ----- | ------- |
| 2025  | 42.     |

## Letnie Grand Prix

### Miejsca w klasyfikacji generalnej
| Sezon | Miejsce |
| ----- | ------- |
| 2024  | 67.     |

### Miejsca w poszczególnych konkursach indywidualnychLGP
stan po zakończeniu LGP 2024
| Źródło | Źródło           | Źródło      | Źródło      | Źródło      | Źródło      | Źródło          | Źródło          | Źródło            | Źródło | Źródło | Źródło | Źródło | Źródło | Źródło | Źródło | Źródło | Źródło | Źródło | Źródło | Źródło | Źródło | Źródło | Źródło | Źródło | Źródło | Źródło |
| --- | ---------------- | ----------- | ----------- | ----------- | ----------- | --------------- | --------------- | ----------------- | ------ | ------ | ------ | ------ | ------ | ------ | ------ | ------ | ------ | ------ | ------ | ------ | ------ | ------ | ------ | ------ | ------ | ------ |
| 2024 |                  |             |             |             |             |                 |                 |                   |        |        |        |        |        |        |        |        |        |        |        |        |        |        |        |        |        |        |
| Courchevel HS132 | Courchevel HS132 | Wisła HS134 | Wisła HS134 | Râșnov HS97 | Râșnov HS97 | Hinzenbach HS90 | Hinzenbach HS90 | Klingenthal HS140 | punkty | punkty | punkty | punkty | punkty | punkty | punkty | punkty | punkty |        |        |        |        |        |        |        |        |        |
| 44 | 33               | 32          | 39          | 27          | 22          | -               | -               | -                 | 13     | 13     | 13     | 13     | 13     | 13     | 13     | 13     | 13     |        |        |        |        |        |        |        |        |        |
| Legenda |                  |             |             |             |             |                 |                 |                   |        |        |        |        |        |        |        |        |        |        |        |        |        |        |        |        |        |        |
| 1 2 3 4-10 11-30 poniżej 30 dq – dyskwalifikacja q – dyskwalifikacja w kwalifikacjach q – zawodnik nie zakwalifikował się - – zawodnik nie wystartował |                  |             |             |             |             |                 |                 |                   |        |        |        |        |        |        |        |        |        |        |        |        |        |        |        |        |        |        |

## Puchar Kontynentalny

### Miejsca w klasyfikacji generalnej
| Sezon     | Miejsce |
| --------- | ------- |
| 2023/2024 | 70.     |
| 2024/2025 | 55.     |

### Miejsca w poszczególnych konkursachPucharu Kontynentalnego
stan po zakończeniu sezonu 2024/2025
| Sezon 2023/2024                                                               |                   |            |            |                 |                 |                              |                              |                 |                 |               |                   |                   |                 |                 |                     |                     |                     |                     |                     |                     |                |                |             |             |                |                |        |        |        |        |        |        |        |        |        |        |        |        |        |        |        |        |        |        |        |        |        |        |        |        |        |        |        |        |        |        |        |        |        |        |        |        |        |        |        |        |
| Lillehammer HS140                                                             | Lillehammer HS140 | Ruka HS142 | Ruka HS142 | Engelberg HS140 | Engelberg HS140 | Garmisch-Partenkirchen HS142 | Garmisch-Partenkirchen HS142 | Innsbruck HS128 | Innsbruck HS128 | Sapporo HS137 | Sapporo HS137     | Sapporo HS137     | Willingen HS147 | Willingen HS147 | Lillehammer HS140   | Lillehammer HS140   | Brotterode HS117    | Brotterode HS117    | Iron Mountain HS133 | Iron Mountain HS133 | Planica HS138  | Planica HS138  | Lahti HS130 | Lahti HS130 | Zakopane HS140 | Zakopane HS140 | punkty | punkty | punkty | punkty | punkty | punkty | punkty | punkty | punkty | punkty | punkty | punkty | punkty | punkty | punkty | punkty | punkty | punkty | punkty | punkty | punkty | punkty | punkty | punkty | punkty | punkty | punkty | punkty | punkty | punkty | punkty | punkty | punkty | punkty | punkty | punkty | punkty | punkty | punkty | punkty |
| -                                                                             | -                 | -          | -          | -               | -               | -                            | -                            | -               | -               | -             | -                 | -                 | -               | -               | 34                  | 22                  | -                   | -                   | 16                  | 33                  | -              | -              | -           | -           | -              | -              | 24     | 24     | 24     | 24     | 24     | 24     | 24     | 24     | 24     | 24     | 24     | 24     | 24     | 24     | 24     | 24     | 24     | 24     | 24     | 24     | 24     | 24     | 24     | 24     | 24     | 24     | 24     | 24     | 24     | 24     | 24     | 24     | 24     | 24     | 24     | 24     | 24     | 24     | 24     | 24     |
| Sezon 2024/2025                                                               |                   |            |            |                 |                 |                              |                              |                 |                 |               |                   |                   |                 |                 |                     |                     |                     |                     |                     |                     |                |                |             |             |                |                |        |        |        |        |        |        |        |        |        |        |        |        |        |        |        |        |        |        |        |        |        |        |        |        |        |        |        |        |        |        |        |        |        |        |        |        |        |        |        |        |
| Zhangjiakou HS106                                                             | Zhangjiakou HS106 | Ruka HS142 | Ruka HS142 | Engelberg HS140 | Engelberg HS140 | Bischofshofen HS142          | Bischofshofen HS142          | Sapporo HS137   | Sapporo HS137   | Sapporo HS137 | Lillehammer HS140 | Lillehammer HS140 | Kranj HS109     | Kranj HS109     | Iron Mountain HS133 | Iron Mountain HS133 | Iron Mountain HS133 | Iron Mountain HS133 | Lahti HS130         | Lahti HS130         | Zakopane HS140 | Zakopane HS140 | punkty      | punkty      | punkty         | punkty         | punkty | punkty | punkty | punkty | punkty | punkty | punkty | punkty | punkty | punkty | punkty | punkty | punkty | punkty | punkty | punkty | punkty | punkty | punkty | punkty | punkty | punkty | punkty | punkty | punkty | punkty | punkty | punkty | punkty | punkty | punkty | punkty | punkty | punkty | punkty | punkty |        |        |        |        |
| -                                                                             | -                 | -          | -          | -               | -               | -                            | -                            | -               | -               | -             | 23                | 4                 | -               | -               | -                   | -                   | -                   | -                   | -                   | -                   | -              | -              | 58          | 58          | 58             | 58             | 58     | 58     | 58     | 58     | 58     | 58     | 58     | 58     | 58     | 58     | 58     | 58     | 58     | 58     | 58     | 58     | 58     | 58     | 58     | 58     | 58     | 58     | 58     | 58     | 58     | 58     | 58     | 58     | 58     | 58     | 58     | 58     | 58     | 58     | 58     | 58     |        |        |        |        |
| Legenda                                                                       |                   |            |            |                 |                 |                              |                              |                 |                 |               |                   |                   |                 |                 |                     |                     |                     |                     |                     |                     |                |                |             |             |                |                |        |        |        |        |        |        |        |        |        |        |        |        |        |        |        |        |        |        |        |        |        |        |        |        |        |        |        |        |        |        |        |        |        |        |        |        |        |        |        |        |
| 1 2 3 4-10 11-30 poniżej 30 dq – dyskwalifikacja - – zawodnik nie wystartował |                   |            |            |                 |                 |                              |                              |                 |                 |               |                   |                   |                 |                 |                     |                     |                     |                     |                     |                     |                |                |             |             |                |                |        |        |        |        |        |        |        |        |        |        |        |        |        |        |        |        |        |        |        |        |        |        |        |        |        |        |        |        |        |        |        |        |        |        |        |        |        |        |        |        |

## FIS Cup

### Miejsca w klasyfikacji generalnej
| Sezon     | Miejsce |
| --------- | ------- |
| 2023/2024 | 39.     |

### Miejsca na podium w konkursach indywidualnych FIS Cupu chronologicznie
| Lp. | Dzień           | Rok  | Miejscowość | Skocznia                    | Punkt K | HS    | Skok 1 | Skok 2 | Nota      | Lok. | Strata  | Zwycięzca       |
| --- | --------------- | ---- | ----------- | --------------------------- | ------- | ----- | ------ | ------ | --------- | ---- | ------- | --------------- |
| 1.  | 15 października | 2023 | Râșnov      | Trambulina Valea Cărbunării | K-90    | HS-97 | 90,0 m | 91,0 m | 216,3 pkt | 3.   | 3,2 pkt | Francisco Mörth |

### Miejsca w poszczególnych konkursachFIS Cupu
stan po zakończeniu sezonu 2024/2025
| Źródło                                                                        | Źródło         | Źródło           | Źródło           | Źródło           | Źródło           | Źródło      | Źródło      | Źródło           | Źródło           | Źródło        | Źródło        | Źródło        | Źródło        | Źródło        | Źródło        | Źródło        | Źródło        | Źródło         | Źródło         | Źródło | Źródło | Źródło | Źródło | Źródło | Źródło | Źródło | Źródło | Źródło | Źródło | Źródło | Źródło | Źródło | Źródło | Źródło | Źródło | Źródło | Źródło | Źródło | Źródło |
| ----------------------------------------------------------------------------- | -------------- | ---------------- | ---------------- | ---------------- | ---------------- | ----------- | ----------- | ---------------- | ---------------- | ------------- | ------------- | ------------- | ------------- | ------------- | ------------- | ------------- | ------------- | -------------- | -------------- | ------ | ------ | ------ | ------ | ------ | ------ | ------ | ------ | ------ | ------ | ------ | ------ | ------ | ------ | ------ | ------ | ------ | ------ | ------ | ------ |
| Sezon 2022/2023                                                               |                |                  |                  |                  |                  |             |             |                  |                  |               |               |               |               |               |               |               |               |                |                |        |        |        |        |        |        |        |        |        |        |        |        |        |        |        |        |        |        |        |        |
| Frenštát HS106                                                                | Frenštát HS106 | Szczyrk HS104    | Szczyrk HS104    | Einsiedeln HS117 | Einsiedeln HS117 | Kranj HS109 | Kranj HS109 | Villach HS98     | Villach HS98     | Notodden HS98 | Notodden HS98 | Szczyrk HS104 | Szczyrk HS104 | Villach HS98  | Villach HS98  | Oberhof HS100 | Oberhof HS100 | Zakopane HS140 | Zakopane HS140 | punkty | punkty | punkty | punkty | punkty | punkty | punkty | punkty | punkty | punkty | punkty | punkty | punkty | punkty | punkty | punkty | punkty | punkty | punkty |        |
| -                                                                             | -              | -                | -                | -                | -                | -           | -           | -                | -                | dq            | 47            | -             | -             | -             | -             | -             | -             | -              | -              | 0      | 0      | 0      | 0      | 0      | 0      | 0      | 0      | 0      | 0      | 0      | 0      | 0      | 0      | 0      | 0      | 0      | 0      | 0      |        |
| Sezon 2023/2024                                                               |                |                  |                  |                  |                  |             |             |                  |                  |               |               |               |               |               |               |               |               |                |                |        |        |        |        |        |        |        |        |        |        |        |        |        |        |        |        |        |        |        |        |
| Szczyrk HS104                                                                 | Szczyrk HS104  | Einsiedeln HS117 | Einsiedeln HS117 | Villach HS98     | Villach HS98     | Râșnov HS97 | Râșnov HS97 | Kandersteg HS106 | Kandersteg HS106 | Notodden HS98 | Notodden HS98 | Falun HS100   | Falun HS100   | Szczyrk HS104 | Szczyrk HS104 | Oberhof HS100 | Oberhof HS100 | Zakopane HS140 | Zakopane HS140 | punkty | punkty | punkty | punkty | punkty | punkty | punkty | punkty | punkty | punkty | punkty | punkty | punkty | punkty | punkty | punkty | punkty | punkty | punkty |        |
| -                                                                             | -              | -                | -                | -                | -                | 5           | 3           | -                | -                | -             | -             | -             | -             | -             | -             | -             | -             | -              | -              | 105    | 105    | 105    | 105    | 105    | 105    | 105    | 105    | 105    | 105    | 105    | 105    | 105    | 105    | 105    | 105    | 105    | 105    | 105    |        |
| Legenda                                                                       |                |                  |                  |                  |                  |             |             |                  |                  |               |               |               |               |               |               |               |               |                |                |        |        |        |        |        |        |        |        |        |        |        |        |        |        |        |        |        |        |        |        |
| 1 2 3 4-10 11-30 poniżej 30 dq – dyskwalifikacja - − zawodnik nie wystartował |                |                  |                  |                  |                  |             |             |                  |                  |               |               |               |               |               |               |               |               |                |                |        |        |        |        |        |        |        |        |        |        |        |        |        |        |        |        |        |        |        |        |